# Löffelspitz
Löffelspitz är en bergstopp i Österrike.   Den ligger i distriktet Bludenz och förbundslandet Vorarlberg, i den västra delen av landet, 500 km väster om huvudstaden Wien. Toppen på Löffelspitz är 1 962 meter över havet, eller 217 meter över den omgivande terrängen. Bredden vid basen är 3,0 km. Löffelspitz ingår i Kanisfluh.
Terrängen runt Löffelspitz är bergig söderut, men norrut är den kuperad. Runt Löffelspitz är det ganska glesbefolkat, med 47 invånare per kvadratkilometer.. Närmaste större samhälle är Dornbirn, 19,0 km norr om Löffelspitz. 
Trakten runt Löffelspitz består i huvudsak av gräsmarker.